# Edmond Révol
Ennemond ou Edmond Révol est un prélat français. Il est le fils de Louis Revol, secrétaire d'État sous les rois Henri III et Henri IV, conseiller en son Grand Conseil du roi Henri IV,

## Biographie
Il fut nommé à l'évêché de Dol pendant le siège de Rouen, dès les premiers mois de 1598. Le siège resta vacant, au point de vue canonique car il ne fut jamais consacré. Après avoir joui des revenus de l'évêché pendant treize ans, il s'en démit en 1603 en faveur d'Antoine Révol son cousin germain, en se réservant une pension de quatre mille livres.